# Annemarie Haverkamp
Annemarie Haverkamp (Deventer, 14 februari 1975) is een Nederlandse schrijver, journalist en columnist.

## Biografie
Annemarie Haverkamp studeerde culturele antropologie aan de Radboud Universiteit in Nijmegen van 1993 tot 1998. Haar eerste artikelen schreef ze voor het Algemeen Nijmeegs Studentenblad (ANS). Na haar afstuderen volgde ze de interne journalistenopleiding bij Wegener. Het Gelders Dagblad in Zutphen was het eerste dagblad waarvoor ze schreef. Daarna werkte ze ruim tien jaar bij De Gelderlander. Ze was onder meer redactiechef.
In 2003 werd ze zwanger en schreef daarover columns in De Gelderlander. Haar zoon Job kwam begin 2004 meervoudig gehandicapt ter wereld. Sindsdien beschrijft ze wekelijks het leven met een gehandicapt kind. De columns werden gebundeld in vier boeken. In 2010 schreef ze de non-fictieroman Dolgelukkig zijn wij over de geboorte van haar kind en het dilemma wie beslist over het leven van een pasgeboren gehandicapte baby. Sinds 2011 is ze hoofdredacteur van universiteitsblad Vox.
In het voorjaar van 2019 verscheen bij uitgeverij Lebowski haar fictiedebuut De achtste dag. Met dat boek won ze de Bronzen Uil, een Vlaamse juryprijs voor het beste Nederlandstalige romandebuut. In 2020 won ze met hetzelfde boek de Anton Wachterprijs, de prijs voor het beste romandebuut die wordt toegekend door een vakjury.

## Prijzen
- Bronzen uil 2019, voor De achtste dag[9]
- Anton Wachterprijs 2020, voor De achtste dag

### Bestseller 60
| Boeken met noteringen in de Nederlandse Bestseller 60 | Jaar van verschijnen | Datum van binnenkomst | Hoogste positie | Aantal weken | Opmerkingen |
| ----------------------------------------------------- | -------------------- | --------------------- | --------------- | ------------ | ----------- |
| Ik heb geleefd                                        | 2021                 | 10-03-2021            | 44              | 1            |             |